# پائول اشتاوب
پائول اشتاوب (آلمانی: Paul Staub) قایقران روئینگ اهل سوئیس بود.
وی در مسابقات کشوری و بین‌المللی در مجموع برندهٔ ۲ مدال طلا شده‌است.